# Annamanum mediomaculatum
Annamanum mediomaculatum là một loài bọ cánh cứng trong họ Cerambycidae.